# Bolanle Ninalowo
Bolanle Ninalowo, también conocido como Nino, es un actor y productor de cine nigeriano.

## Carrera profesional
Antes incursionar en la industria cinematográfica nigeriana, trabajó como contador en un banco en Estados Unidos. Al regresar a Nigeria, trabajó con Guaranty Trust Bank. Su primer proyecto en Nollywood fue como productor de la película titulada Rebirth.

## Filmografía seleccionada
- Husbands of Lagos
- Coming from Insanity
- Night Bus To Lagos
- Atlas
- A fire In The Rain
- 30 Years A Virgin
- Iya iyawo
- The gateman
- Road To Yesterday (2015)
- Picture Perfect
- Tiwa’s Baggage (2017)
- Akpe: Return of the Beast (2019)
- Ratnik (2020)
- Breaded Life (2021)[5]
- The Cleanser (2021)

## Premios y nominaciones
| Año  | Ceremonia de premiación  | Categoría                               | Resultados | Ref.  |
| ---- | ------------------------ | --------------------------------------- | ---------- | ----- |
| 2010 | Best of Nollywood Awards | Revelación del año                      | Ganador    |       |
| 2017 | City People Movie Award  | Mejor actor de reparto del año - Inglés | Ganador    | [ 6 ] |
| 2017 | Best of Nollywood Awards | Mejor actor principal -Inglés           | Ganador    | [ 7 ] |
| 2018 | Best of Nollywood Awards | Mejor actor principal - Yoruba          | Nominado   | [ 8 ] |
| 2018 | City People Movie Award  | Mejor actor del año - Inglés            | Ganador    |       |

## Vida personal
Ninalowo ha estado casado, separado, y se ha reconciliado con su cónyuge con quien tiene dos hijos.
Es primo de Rukky Sanda, productora y actriz de cine nigeriana. Se convirtió del Islam al cristianismo al encontrar remedio a sus problemas en la Biblia.